# NGC 3378
NGC 3378 est une vaste galaxie spirale située dans la constellation de la Machine pneumatique. NGC 3378 a été découverte par l'astronome britannique John Herschel en 1835.

## Caractéristiques
Sa vitesse par rapport au fond diffus cosmologique est de 5 495 ± 29 km/s, ce qui correspond à une distance de Hubble de 81,1 ± 5,7 Mpc (∼265 millions d'al).
La classe de luminosité de NGC 3378 est II-III.

### Classification
La classification de NGC 3378 est incertaine, car c'est sûrement une galaxie spirale, mais est-elle de type barrée ou intermédiaire? L'image de cette galaxie ne permet pas de choisir.